# Andy LaPlegua
Ole Anders Olsen (né le 15 septembre 1975), mieux connu sous le nom d'Andy LaPlegua, est un chanteur et auteur-compositeur norvégien, connu à l'origine pour être le fondateur et le chanteur du groupe de futurepop Icon of Coil. Il s'est également fait connaître sur les scènes aggrotech et électro-industrielle en tant que fondateur et chanteur de Combichrist et Panzer AG.

## Biographie
Après la mort de Prince, LaPlegua révèle que les musiciens qui ont eu le plus d'impact sur sa vie au début des années 1980 étaient David Bowie, Motörhead, Prince, The Cure et Dead Kennedys.
Faisant d'abord partie de plusieurs scènes en Norvège, LaPlegua expérimente le hip-hop dans le groupe LAW (techno de Détroit, old school), la musique industrielle dans Devils into Crime, le punk rock dans My Right Choice/Fleshfire et le metal dans Lash Out. Il s'intéresse également à la trance et à la musique club, et laisse sa marque sur la scène en participant aux groupes Plastic Life et Sector.
Très tôt, il devient chanteur du groupe de punk hardcore My Right Choice, basé à Fredrikstad, qui a sorti un EP sous le nom de projet Fleshfire, ainsi que le chanteur suppléant (et plus tard permanent) de Lash Out. Icon of Coil (IoC) se forme en tant que projet solo en 1997. Après avoir été enthousiasmé par la musique et ses possibilités, LaPlegua invite un ancien membre de son groupe, Sebastian Komor, à rejoindre Icon of Coil pour se produire en concert. Après plusieurs représentations publiques et la sortie de Shallow Nation, le premier album de IoC, Komor rejoint le groupe à plein temps.
Combichrist est officiellement formé en 2003 comme alternative plus agressive à Icon of Coil,. Panzer AG est officiellement lancé en 2004. LaPlegua mêle le caractère dansant d'Icon of Coil et les rythmes percutants de Combichrist en créant Panzer AG. Son quatrième projet, le plus techno, est (DJ) Scandy, qui suit d'un nouveau projet, Scandinavian Cock, qui est un groupe de rockabilly et psychobilly. Il a également co-écrit quelques chansons avec Ed Sheeran en 2017.
Au début de 2021, il entame une carrière solo sous le simple nom de LaPlegua, publiant son premier single, I Will Heal. En 2024, il participe au nouvel album de Combichrist, intitulé CMBCRST.

## Vie personnelle
Andy LaPlegua est marié au mannequin et à l'actrice allemande Sophia Thomalla en mars 2016, et ils annoncent leur divorce un an plus tard en mai 2017. En décembre 2018, il se fiance à Liv Blankenship. À partir de mars 2024, il est fiancé à Maegan McKenney.

## Discographie

### Albums
- 2000 : Serenity Is the Devil (avec Icon of Coil) (Tatra Records / Out of Line Music / Metropolis Records)
- 2002 : The Soul Is in the Software (avec Icon of Coil) (Tatra Records / Out of Line Music / Metropolis Records 2002)
- 2003 : The Joy of Gunz (avec Combichrist) (Out of Line Music)
- 2004 : This is My Battlefield (avec Panzer AG) (Accession Records / Metropolis Records)
- 2004 : Machines Are Us (avec Icon of Coil) (Out of Line / Metropolis Records)
- 2004 : UploadedAndRemixed (avec Icon of Coil) (Out of Line / Metropolis Records)
- 2005 : Everybody Hates You (avec Combichrist) (Out of Line / Metropolis Records)
- 2006 : Your World Is Burning (avec Panzer AG) (Accession Records / Metropolis Records)
- 2006 : 13 Ways to Masturbate (sous Scandy) (Masterhit Recordings)
- 2007 : What the Fuck Is Wrong with You People? (sous Combichrist) (Out of Line / Metropolis Records)
- 2009 : Today We Are All Demons (avec Combichrist) (Out of Line / Metropolis Records)
- 2010 : Noise Collection Vol. 1 (avec Combichrist) (Metropolis Records)
- 2010 : Making Monsters (avec Combichrist) (Out of Line / Metropolis Records)
- 2013 : No Redemption (Official DmC: Devil May Cry Soundtrack) (avec Combichrist)
- 2014 : We Love You (avec Combichrist)
- 2016 : This Is Where Death Begins (avec Combichrist)
- 2019 : One Fire (avec Combichrist)
- 2024 : CMBCRST (avec Combichrist)

### EP et singles
- 2000 : One Nation Under Beat (Icon of Coil) (Tatra Records)
- 2000 : Shallow Nation (Icon of Coil) (Tatra Records)
- 2001 : Serene (Icon of Coil) (Tatra Records)
- 2002 : Access and Amplify (Icon of Coil) (Tatra Records)
- 2003 : Kiss the Blade (sous Combichrist) (Out of Line Music)
- 2003 : Android (Icon of Coil) (Out of Line)
- 2004 : Blut Royale, vinyle (Combichrist) (Bractune Records)
- 2004 : Sex, Drogen und Industrial (Combichrist) (Out of Line Music)
- 2005 : Split (sous DJ Scandy) (Great Stuff Recordings)
- 2005 : Rock Me / Split / So Do Eye (sous Scandy) (Maelstrom Records)
- 2006 : So Do Eye (sous Scandy) (Craft Music)
- 2006 : Get Your Body Beat (sous Combichrist) (Out of Line Music / Metropolis Records)
- 2008 : Frost EP: Sent to Destroy (sous Combichrist) (Out of Line Music / Metropolis Records)
- 2009 : Heat EP: All Pain Is Beat (sous Combichrist) (Out of Line Music / Metropolis Records)
- 2010 : Scarred EP (sous Combichrist) (Out of Line Music / Metropolis Records)
- 2013 : Never Surrender EP (sous Combichrist) (Out of Line Music / Metropolis Records)
- 2014 : Uncut EP (sous Scandinavian Cock) (Metropolis Records)
- 2016 : Throat Full of Glass (Combichrist) (Out of Line Music / Metropolis Records)
- 2021 : I Will Heal (single, en tant que LaPlegua)
- 2022 : Heads Off (Combichrist) (Out of Line Music)
- 2024 : Planet Doom (Combichrist) (Out of Line Music)
- 2024 : Violence Solves Everything Part II (The End of a Dream) (Combichrist) (Out of Line Music)